# لوک ژاکه
لوک ژاکه (به فرانسوی: Luc Jacquet) (متولد ۵ دسامبر ۱۹۶۷ در بورگ-آن-برس) کارگردانی فرانسوی اهل پاریس است. مهم‌ترین اثر او مستند رژه پنگوئن‌ها است که آن را فیلم‌نامه‌نویسی و کارگردانی کرد. این مستند برنده جایزه اسکار بهترین مستند در سال ۲۰۰۵ شد. لوک ژاکه پیش از پرداختن به کارگردانی، زیست‌شناس بود.